# Wickersheim-Wilshausen
Wickersheim-Wilshausen is een gemeente in het Franse departement Bas-Rhin (regio Grand Est) en telt 433 inwoners (1999).
De plaats maakt deel uit van het kanton Bouxwiller in het arrondissement Saverne. Tot 1 januari 2015 was het deel van het kanton Hochfelden in het arrondissement Strasbourg-Campagne, die op die dag beide werden opgeheven.

## Geografie
De oppervlakte van Wickersheim-Wilshausen bedraagt 5,4 km², de bevolkingsdichtheid is 80,2 inwoners per km².
De onderstaande kaart toont de ligging van Wickersheim-Wilshausen met de belangrijkste infrastructuur en aangrenzende gemeenten.

## Demografie
Onderstaande figuur toont het verloop van het inwonertal (bron: INSEE-tellingen).
Alteckendorf · Berstett · Bosselshausen · Bossendorf · Bouxwiller · Buswiller · Dingsheim · Dossenheim-Kochersberg · Duntzenheim · Durningen · Ettendorf · Fessenheim-le-Bas · Furdenheim · Geiswiller-Zœbersdorf · Gougenheim · Grassendorf · Griesheim-sur-Souffel · Handschuheim · Hochfelden · Hohfrankenheim · Hurtigheim · Ingenheim · Issenhausen · Ittenheim · Kienheim · Kirrwiller · Kuttolsheim · Lixhausen · Melsheim · Minversheim · Mutzenhouse · Neugartheim-Ittlenheim · Obermodern-Zutzendorf · Obersoultzbach · Pfulgriesheim · Quatzenheim · Ringeldorf · Ringendorf · Rohr · Schalkendorf · Scherlenheim · Schnersheim · Schwindratzheim · Stutzheim-Offenheim · Truchtersheim · Uttwiller · Waltenheim-sur-Zorn · Wickersheim-Wilshausen · Willgottheim · Wilwisheim · Wingersheim les Quatre Bans · Wintzenheim-Kochersberg · Wiwersheim
1. ↑  Populations de référence 2022.